# 1908년 하계 올림픽 사이클폴로
1908년 하계 올림픽 사이클폴로는 영국 런던에서 개최된 1908년 하계 올림픽의 시범 종목이다.

## 상세
사이클폴로는 20세기 초 아일랜드에서 탄생한 스포츠로, 아일랜드와 영국에서 빠르게 인기를 얻기 싲가하였다. 사이클폴로는 일반 사이클 종목과는 다른 특수 자전거가 생산되었으며 1897년에는 런던에서 사이클폴로 연맹이 결성되었다.
1908년 하계 올림픽에서는 시범종목으로 채택되어 아일랜드팀과 독일팀이 경기를 벌였다. 경기 첫날 오후 6시 셰퍼즈부시 스타디움에서 열렸으며, 아일랜드팀이 3-1로 승리했다.
1908년 하계 올림픽 이후 사이클폴로는 올림픽 종목으로 채택되지 않고 있다.

## 같이 보기
- 올림픽 사이클폴로